# Recikliranje
Recikliranje je predelava že uporabljenih, odpadnih snovi v proizvodnem procesu. Namen recikliranja je zmanjšanje trošenja potencialno uporabnih snovi, zmanjšanje porabe svežih surovin in energije ter preprečevanja onesnaženja zraka (s sežigom), vode in zemlje (divja odlaganja na odlagališčih). To je mogoče doseči z zmanjšanjem potrebe po običajnih metodah odlaganja odpadkov, recikliranje pa, v primerjavi s konvencionalno proizvodnjo, zmanjšuje tudi izpuste toplogrednih plinov. Recikliranje je ključen sestavni del sodobnega ravnanja z odpadki in tretji del v hierarhiji "zmanjšaj, ponovno uporabi in recikliraj" (angleško "Reduce, Reuse, Recycle").
Snovi, ki jih je mogoče reciklirati, so papir, steklo, tkanine, elektronika in plastika. Snovi, namenjene recikliranju, običajno pripeljejo v zbirni center, kjer jih sortirajo, očistijo in predelajo v material za nove izdelke nato pa pošljejo v proizvodnjo.
Recikliranje se v osnovi deli na dve vrsti. Preprostejše je osnovno recikliranje materiala, pri katerem se npr. rabljen papir ali steklo vrneta v proizvodni proces. Pri tem je potrebno paziti na kvaliteto novega izdelka, saj lahko material s ponovno uporabo izgublja svoje prvotne lastnosti. Primer je reciklaža papirja, katerega je možno reciklirati le nekajkrat, saj postanejo nato celulozna vlakna prekratka za nadaljnjo uporabo.
Druga oblika recikliranja je odstranjevanje določenih materialov iz bolj kompleksnih proizvodov, pri čemer je za recikliranje pomemben le odstranjen material. Ta vrsta recikliranja je v uporabi zaradi vrednosti odstranjenega materiala (npr. svinec iz akumulatorjev in zlata iz elektronskih komponent), ali pa zato, ker je ta material škodljiv (npr. živo srebro iz termometrov).
Kritiki recikliranja opozarjajo na visoko ceno, ki je z njim povezana in trdijo, da recikliranje pogosto potroši več virov, kot pa jih prihrani v proizvodnem procesu. Prav tako opozarjajo na izgubo služb v primarni dejavnosti - drvarji, rudarji in kmetje, ki proizvajajo nove surovine za proizvodnjo.

## Zgodovina

### Zgodnje recikliranje
Recikliranje je bila običajna praksa v celotni človeški zgodovini, s posnemanji nazaj še v času Platona, leta 400 pr. n. št. V teh obdobjih, ko so jih uporabljali redki. Arheološke raziskave starih odlagališč kažejo na manj gospodinjskih odpadkov (npr. pepel, zlomljeno orodje, lončena posoda) - nakazuje da je bilo več odpadkov recikliranih v nove materiale.
V pred- industrijskem obdobju, obstajajo dokazi, da so ostanki brona in ostalih kovin, zbranimi v Evropi  pretopili za ponovno uporabo.
V Veliki Britaniji so prah in pepel od lesa in zgorelega oglja pobirali ti. "dustmen" - (osebe, ki so zaposlene za zbiranje in odstranjevanje odpadkov) in "downcycled"- (postopek pretvarjanja odpadnih materialov). Ta material je bil osnova za izdelavo opeke. Glavni razlog za to vrsto recikliranja je gospodarska prednost pridobivanja recikliranih surovin namesto pridobivanja neobdelanih materialov, kot tudi pomanjkanje javnih dovozov v vse bolj gosto naseljena območja.
Leta 1813 je Benjamin Law razvil procese, ki so omogočali da v večjem obsegu stara oblačila ponovno uporabijo, tako da so vlakna brusili navzdol, s tem so izločili volneni material in dobili prejo. Industrija z umetnimi materiali je bila osredotočena na mestih Batley, Morley, Dewsbory in Osset v West Yorksiru.
Industrializacija je spodbudila povpraševanje po cenovno dostopnejših materialih, poleg cunj, se je povečalo povpraševanja po ostankih kovin, saj so bili ostanki cenejši od primarnih surovin.
V 19. stoletju so železnice tako kupovale in prodajale odpadne kovine, z naraščanjem avtomobilske industrije, v zgodnjem 20 stoletju pa se je povečalo povpraševanje po odpadnem jeklu. Krošnjarji so pobirali, zbirali in prodajali sekundarne dobrine, tako da so prečesali deponije, pobirali so po mestnih ulicah, hodili od vrat do vrat in spraševali po rabljenih strojih, loncih in po drugih vrstah kovine.
Z začetkom druge svetovne vojne, se je tisoče krošnjarjev trlo po ameriških ulicah iščoč po smeteh, mestnih ulicah in trkajoč od vrat do vrat, da bi dobili neuporabne stroje, lonce, hlače, ali kakšen drugi odpadni material. Krošnjarji, ki so preplavili ulice po Ameriki, ter izkoristili tržno nišo, ki se je ponujala z reciklažo, saj je že uporablejn material šel nazaj v industrijsko proizvodnjo.

### Vojno recikliranje
Pomanjkanje virov, ki jih je povzročila druga svetovna vojna, ter drugi podobni spreminjajoči se dogodki po svetu, je na veliko spodbujalo recikliranje. Masivne promocijske kampanje za vlado, ki so bile izvedene po drugi svetovni vojni za zbiranje, prispevanje kovine in ohranjevanju vlaken, kot zelo pomembno domoljubno dejanje. Program ohranjevanja virov je potekalo že v času vojne in se nadaljevalo predvsem v številčnih deželah, ki so bila brez naravnih virov, kot npr. Japonska  po končani vojni.

### Obdobje po vojni
Naslednje večje investiranje v recikliranje, se je pojavilo leta 1970, med vedno višjo rastjo stroškov energije. Recikliran aluminij porabi le 5 % energije kot jo zahteva primarna proizvodnja; steklo, papir in kovine imajo manj dramatično porabo energije, vendar so zelo pomembne pri reševanju energije ko se uporabljajo reciklirane surovine.

## Analiza stroškov in koristi
Med zagovorniki recikliranja in dvomljivci ni konsenza o ekonomski učinkovitosti reciklaže. Recikliranje je namreč v primerjavi s klasično proizvodnjo, pri kateri se uporabi nova surovina, pogosto zahtevno in/ali drago, kar botruje relativno počasnemu razvoju. Po drugi strani mestne občine v uvajanju recikliranja pogosto vidijo finančne ugodnosti, predvsem zaradi zmanjšanja stroškov pri odlagališčih smeti. Danska tehniška univerza je v svoji študiji opazila, da je v 83 % recikliranje najbolj učinkovita metoda upravljanja gospodinjskih odpadkov. Poleg finančnih ugodnosti, vzroki za recikliranje ležijo v tem kar ekonomisti imenujejo "eksternalnosti", neoznačenih stroških ter ugodnostih za posameznike, izven zasebnih transakcij. V praksi je to povečanje toplogrednih plinov in onesnaženja zraka zaradi sežiganja, zmanjšanje nevarnih odpadkov, ki se lužijo iz deponij, zmanjšanje potrošnje energije ter zmanjšanje odpadkov in porabe sredstev, kar privede do upada okolju škodljivega rudarjenja in sečnje dreves. Da bi takšne nefinančne koristi postale ekonomsko upravičene, se zagovorniki potegujejo za pravna dejanja, ki bi povečala povpraševanje po recikliranih materialih. EPA je polemiko razsodila v prid recikliranju ter izjavila, da se je v letu 2005 zaradi recikliranja zmanjšal neto izpust ogljikovega dioksida za 49 metričnih ton. Recikliranje je učinkovitejše v gosteje naseljenih območjih zaradi cenovnih prednosti vpletenih podjetij.

### Trgovanje z reciklirnimi materiali
Določene države trgujejo z nepredelanimi surovinami za recikliranje. Nekateri nasprotniki tovrstnega trgovanja se pritožujejo, da končna usoda materiala, ki potuje v druge države, ni znana, zato lahko odpadki končajo na deponiji, ne pa v tovarni za recikliranje. Sodeč po nekem poročilu, 50-80 % računalnikov, namenjenih za recikliranje, v resnici ni recikliranih. Kljub temu Pieter van Beukering, ekonomist, ki se ukvarja z uvozom odpadkov v Kitajsko in Indijo, verjame, da kupljene odpadke večinoma ne odvržejo na deponije. Trdi tudi, da uvoz odpadkov za recikliranje omogoča širši spekter predelave, kar izboljšuje tako ekonomijo kot naravovarstvo. Občasno se pojavljajo poročila o nezakonitem uvažanju odpadkov v Kitajsko, kjer jih razstavijo in reciklirajo izključno zaradi denarnega dobička, pri tem pa se ne ozirajo na zdravje delavcev ali na naravovarstvo. Čeprav je kitajska vlada te dejavnosti prepovedala, jih ni niti uspela povsem ukiniti, niti oceniti obseg trenutnega nezakonitega recikliranja.
Nekatera območja se srečujejo s težavami, kako uporabiti ali izvoziti ves material, ki ga reciklirajo. Ta problem prevladuje predvsem pri steklu: tako Združeno kraljestvo kot ZDA uvozijo velike količine vina, ustekleničenega v zeleno steklo. Kljub temu, da v ZDA večino tega stekla reciklirajo, proizvodnja vina ni tako velika, da bi vso reciklirano steklo tudi porabili. Višek morajo predelati v gradbeni material ali pa ga zavreči z ostalimi odpadki. S podobnimi problemi se srečujejo tudi v severozahodnem delu ZDA, kjer, glede na število mlinov za pulpo, težko najdejo trge za recikliran papir. Tudi v drugih delih države je moč opaziti upad povpraševanja po odsluženemu papirju.

## Zakonodaja
V pravilniku o ravnanju z odpadki(UL RS, št. 84/98) je odpadek opredeljen kot vsaka snov ali predmet, razvrščen v eno od skupin odpadkov, določenih v klasifikacijskem seznamu odpadkov v prilogi 1, ki je sestavni del pravilnika, ki ga imetnik ne more ali ne želi uporabiti sam, ga ne potrebuje, ga moti ali mu škodi in ga zato zavrže, namerava ali mora zavreči.

### Oskrba
Da reciklažni program dobro deluje, je potrebna velika in stalna dobava reciklažnih materialov. V nekaterih državah so zato uvedli tri zakonodajne možnosti, ki ustvarjajo stalno oskrbo: obvezno zbiranje reciklažnih odpadkov, plačevanje are za embalažo in prepoved odlaganje reciklažnih snovi. Zakoni obveznega zbiranja odpadkov mestnim občinam postavljajo cilje, kjer mora biti (do zastavljenega časovnega roka) določena masa materiala preusmerjena iz mestnega toka odpadkov. Občine so nato odgovorne, da se držijo časovnih rokov.
Plačevanje are za embalažo vključuje vračilo denarja za določene vrste embalaže – običajno za steklo, plastiko in kovino. Ko kupec kupi tako embalažo, je v ceno vračunan tudi dodaten znesek za embalažo, ki ga lahko kupec dobi nazaj, če embalažo vrne na zbirno mesto. Ti programi so zelo uspešni, saj privedejo celo do 80 % reciklažne stopnje. Kljub dobrim rezultatom je, v nekaterih krajih, preusmeritev zbirnih stroškov od krajevne vlade k industriji in potrošnikom ustvarilo močno nasprotovanje takim programom.
Tretja metoda večanja oskrbe reciklažnih materialov je prepoved odlaganja nekaterih snovi, ki pogosto vključujejo tudi rabljeno olje, stare baterije, pnevmatike in vrtne odpadke. Eden izmed ciljev te metode je ustvariti samostojno ekonomijo za predelavo prepovedanih proizvodov. Tudi pri tem programu je potrebno skrbeti, da je na voljo dovolj reciklažnih služb, saj v nasprotnem primeru takšne prepovedi vodijo le do porasta nezakonitega odlaganja odpadkov.

## Postopek

### Zbiranje
Za zbiranje reciklažnih materialov iz odpadnega tokokroga so na razpolago številni raznovrstni sistemi, ki se nahajajo v spektru izmenjave med prikladnostjo za prebivalstvo in finančno ugodnostjo za vlado. Trije glavni načini zbiranja so: (1) odlaganje v reciklažne zabojnike, (2) odkup reciklažne embalaže in (3) občasno komunalno zbiranje kosovnih reciklažnih odpadkov v velikih zabojnikih.
Pri odlaganju v reciklažne zabojnike morajo ljudje svoje odpadke prinesti k zbirnemu centru. To je najenostavnejši tip zbiranja odpadkov; njegova slaba stran je nizka in nepredvidljiva udeležba občanov pri zbiranju odpadkov. Odkupni centri se razlikujejo v tem, da odkupujejo očiščene materiale ter tako pri ljudeh vzpodbujajo stalno dobavo. Predelan material lahko nato prodajo in ustvarjajo dobiček. Kljub temu za ekonomsko upravičeno delovanje takih centrov potrebna državna pomoč. V ZDA stane predelava tone materiala 50 dolarjev, naprej pa ga lahko prodajo le za 30 dolarjev.

### Steklo
Steklo očistijo in preoblikujejo. Tako prihranimo energijo in kremenčev pesek. Reciklaža stekla je proces obračanja odpadlega stekla v uporabne izdelke. Stekleni odpadki morajo biti ločeni s kemično sestavo, nato pa glede na končni namena uporabe in lokalnih zmogljivosti, lahko ločimo še po različnih barvah. Veliko reciklarjev zbira različne barve stekla zaradi tega ker steklo tudi po reciklaži obdrži barvo. Najpogostejše barve stekla so: brezbarvno steklo, zeleno steklo, rjavo/ oranžno steklo.
Steklo sestavlja veliko komponent gospodinjskih in industrijskih odpadkov zaradi svoje teže in gostote. Steklene komponente v komunalnih odpdkih so po navadi iz steklenic, razbitih kozarcev, žarnic in podobnih izdelkov. Vsaka tona odpadnega stekla reši oz. prihrani 315 dodatnih kilogramov ogljikovega dioksida, ki se sporšča v ozračje med izdelavo stekla. Steklo se zdrobi in že je pripravljeno za taljenje. Temu rečemo odpadno steklo
Ponovna uporaba steklenic se uporablja v številnih evropskih državah, Kanadi, na Danskem se 98 % steklenic lahko ponovno napolnijo in vrnejo potrošniku. Pri tem moramo delati v skladu s herarhijo ravnanja z odpadki .V nekaterih državah v razvoju, pa so nove steklenice veliko breme, zato jih zbirajo in tako stare steklenice ponovno polnijo s pijačo z mehurčki.
Zbiranje stekla poteka večinoma poleg večjih nakupovalnih središč.
Steklo je idealen material za recikliranje, ker se neskončno lahko uporablja za recikliranje. Uporaba recikliranega stekla pomaga varčevati z energijo. Pomaga pri izdelavi opeke, keramične proizvodnje, pomaga ohranjati surovine , zmanjša količino odpadkov, ki je poslana na smetišče.
Recikliranje v Veliki Britaniji: V Veliki Britaniji nastaja problem predvsem zaradi barvnega neravnovesja pri proizvodnji in uporabi. VB uvozi veliko več zelenih steklenic v obliki steklenic za vino kot pa jih uporabi, kar pa je povzročilo presežek zneska za recikliranje.
Presežki iz zelenega stekla iz uvoženih steklenic se lahko izvozijo v države proizvajalcev. Veliko stekla se prevaža iz Velike Britanije na Portugalsko z ladjami podjetja Cory Environmental. Uporaba recikliranega stekla, kot v agregat v betonu je postala priljubljena metoda v sodobnem času, pri čemer so v veliki meri pripomogle raziskave opravljene na Univerzi Columbia v New Yorku. Ker mešanje betona s steklom poveča estetsko privlačnost betona, Nedavne raziskave so pokazale da beton zmešan s steklenim agregatom ima boljšo in močnejšo termalno izolacijo zaradi dobrih lastnosti steklenega agregata.

### Plastika
Iz plastike naredijo plastiko nižje kakovosti za industrijsko uporabo. Tako prihranimo nafto.
Reciklaža plastike je postopek, ki spreminjanja ostanke plastičnih mas oz. odpadno plastiko v uporabne izdelke.
Plastika je trpežna in kemično inertna, zato se razgrajuje zelo počasi. Odpadna plastika tako predstavlja velik delež odpadkov, ki jih producira človeštvo. V mnogih državah tako obstajajo programi za recikliranje plastike. Težava pri recikliranju plastike je, da različne snovi, ki jim s skupnim imenom pravimo »plastika«, zahtevajo ločevanje in različne postopke predelave. Ločevanje je drago, saj poteka večinoma ročno. V ta namen se plastične predmete označuje s standardnimi oznakami za tip plastike:
1. Polietilen tereftalat (PET/PETE)
2. Polietilen visoke gostote (high-density polyethylene terephtalate, HDPE)
3. Polivinil klorid (PVC)
4. Polietilen nizke gostote (low-density polyethylene terephtalate, LDPE)
5. Polipropilen (PP)
6. Polistiren (PS)
7. Drugo

Težava je tudi v tem, da so mnogi predmeti sestavljeni iz delov iz različnih tipov plastike. Odvisno od termostabilnosti se plastiko pri predelavi drobi ali topi. Nekaterih tipov plastike, npr. polistirena, se v glavnem ne reciklira, saj se reciklaža ne izplača.
Plastični predmeti, odvrženi v naravi, zaradi stabilnosti predstavljajo grožnjo naravnemu okolju. Znanih je več primerov, ko so v prebavilu naplavljenih trupel morskih živali ali ptic našli kose plastike, ki so verjetno pripomogli k smrti. Zato raziskujejo biorazgradljivo plastiko, ki razpade ob delovanju UV žarkov, mikroorganizmov, vode ali drugih dejavnikov okolja.
Plastika brez dodatkov ob segrevanju razpade na ogljik in vodik, ki reagira z atmosferskim kisikom in nastane voda. Nekateri tipi plastik pa vsebujejo kemikalije za izboljšanje lastnosti, ki se sproščajo ob stiku s tekočinami (npr. pijačo) ali ob sežiganju kot plini. PVC tako vsebuje ftalate, ki lahko predstavljajo nevarnost za zdravje ljudi.

### Papir
Papirne odpadke namakajo, da se očistijo. Iz ocejenih ostankov izdelajo karton ali papir nižje kakovosti.
Recikliranje papirja je zbiranje in predelava odpadnega papirja v izdelavo novega papirja. Poraba energije v proizvodnji recikliranega papirja je veliko nižja (dobra tretjina), kot proizvodnja novega papirja iz lesa (primarnih vlaken). Poraba vode je le 15 %, onesnaževanje coda pa le 5 %. Na ta način recikliranje papirja pomeni velik prispevek k varstvu okolja.
Približno 35 % komunalnih odpadkov (pred reciklažo) je papir in papirnati izdelki. Recikliranje 1 tone časopisa odpravlja 3 kubične metre prosora na odlagališče odpadkov. Sežiganje   odpadnega papirja je po navadi bolje kot odlaganje, ker se ustvarja uporabna enrgija. Organski materiali, vklučujoč papir raspadejo na odlagališču in pri tem se počasi sprošča metan, močan toplogredni plin, ki ga zbirajo in uporabljajo kot gorivo bioplin.